# يوتارو يوشينو
يوتارو يوشينو (باليابانية: 吉野 裕太郎) (مواليد 18 أكتوبر 1996) هو لاعب كرة قدم ياباني.

## وصلات خارجية
- يوتارو يوشينو على موقع رابطة كرة القدم اليابانية للمحترفين (اليابانية)
- يوتارو يوشينو على موقع Soccerway.com (الإنجليزية)